# Tonoyama Taiji

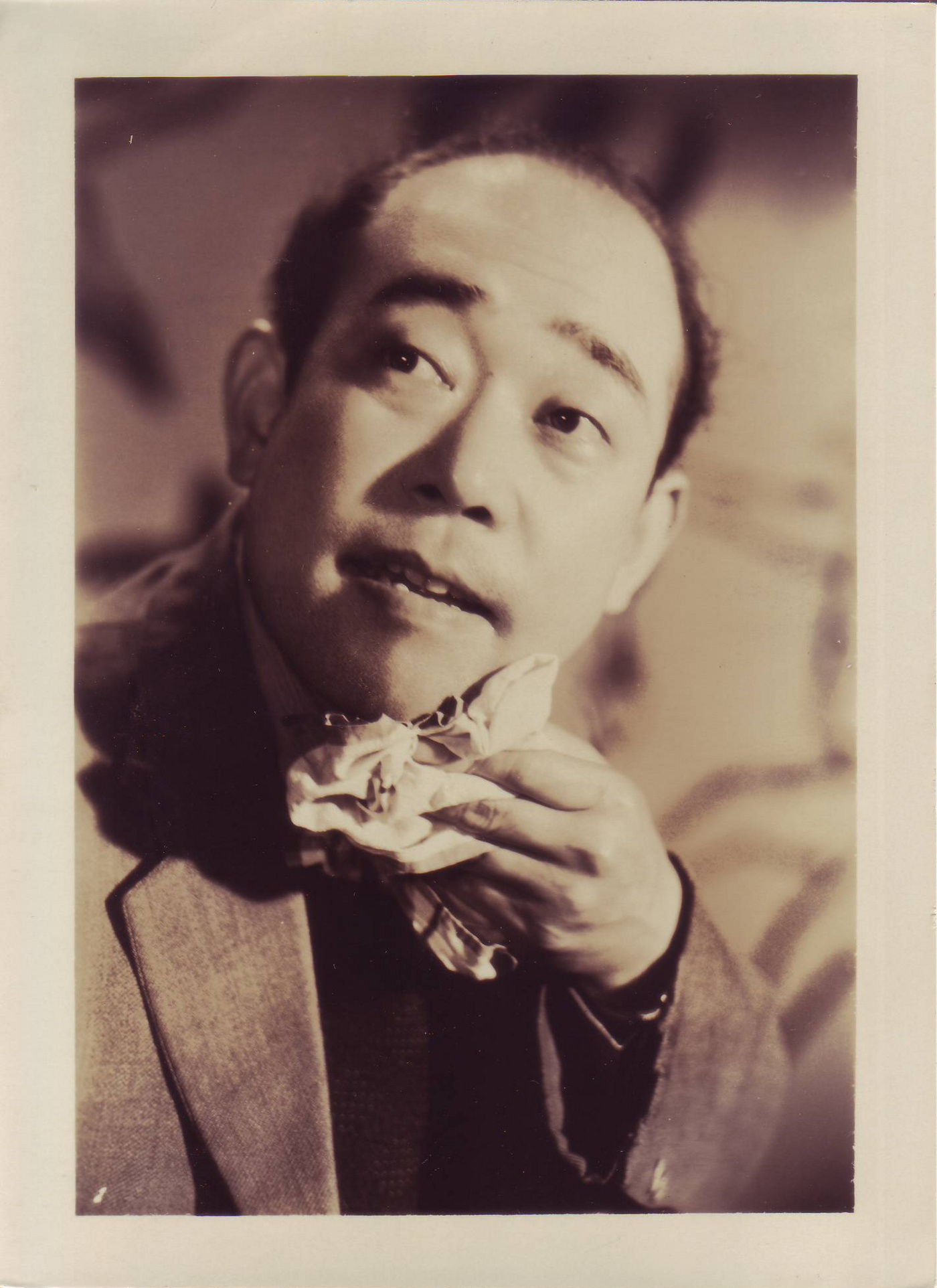
Taiji Tonoyama, 1953

Tonoyama Taiji (japanisch 殿山 泰司; * 17. Oktober 1915 in Ginza, Tokio, Japanisches Kaiserreich; † 30. April 1989) war ein japanischer Schauspieler und Schriftsteller.
Tonoyama war ein enger Freund von Shindō Kaneto. 1950 gründete er mit Shindō und Kōzaburō Yoshimura die Filmproduktionsgesellschaft Kindai Eiga Kyōkai (近代映画協会).
Im Zweiten Japanisch-Chinesischen Krieg diente er in der Kaiserlichen Japanischen Armee in China. Er war verheiratet, hatte aber stets auch eine Geliebte. Er schrieb eine Reihe von halbautobiografischen Essays unter dem Titel Sanmon Yakusha (三文役者), was so viel wie Schauspieler dritter Klasse bedeutet. Shindō Kaneto schrieb über ihn die Biographie Sanmon yakusha no shi, (三文役者の死), was „Der Tod eines drittklassigen Schauspielers“ bedeutet.
1963 gewann er beim Mainichi Film Concours für den Film Ningen den Preis des Besten Schauspielers.

## Filmographie (Auswahl)
| Jahr | Titel                                  |
| ---- | -------------------------------------- |
| 1947 | Record of a Tenement Gentleman         |
| 1948 | President and female clerk             |
| 1951 | The Tale of Genji                      |
| 1952 | Dedication of the Great Buddha         |
| 1952 | Avalanche                              |
| 1952 | Children of Hiroshima                  |
| 1953 | Epitome                                |
| 1953 | Life of a Woman                        |
| 1953 | Jazz musume tanjō                      |
| 1955 | Wolf                                   |
| 1956 | Shirogane Shinjū                       |
| 1956 | An Actress                             |
| 1957 | Sun in the Last Days of the Shogunate  |
| 1958 | Night Drum                             |
| 1959 | My Second Brother                      |
| 1959 | Guten Morgen                           |
| 1959 | Lucky Dragon No. 5                     |
| 1960 | Die nackte Insel                       |
| 1962 | Foundry Town                           |
| 1962 | Ningen                                 |
| 1963 | Kanto Wanderer                         |
| 1963 | Das Insektenweib                       |
| 1964 | Onibaba – Die Töterinnen               |
| 1964 | Verbotene Leidenschaft                 |
| 1965 | An Innocent Witch                      |
| 1965 | Akuto                                  |
| 1967 | Die Nacht der Mörder                   |
| 1968 | Kuroneko                               |
| 1968 | Rückkehr der drei Trunkenbolde         |
| 1971 | A Soul to Devils                       |
| 1972 | Das Rendezvous                         |
| 1973 | Furyō Anegoden: Inoshika Ochō          |
| 1974 | Kleine Sommerschwester                 |
| 1974 | The Homeless                           |
| 1974 | Zerbrechliches Schicksal               |
| 1976 | Im Reich der Sinne                     |
| 1976 | Torakku Yarō: Tenka Gomen              |
| 1977 | The Life of Chikuzan                   |
| 1977 | Ballad of Orin                         |
| 1978 | Im Reich der Leidenschaft              |
| 1979 | Fukushū Suru wa Ware ni Ari            |
| 1979 | Tantei Monogatari (episode 6)          |
| 1981 | Der Dieb und die Geisha                |
| 1981 | Edo Porn                               |
| 1981 | Muddy River                            |
| 1981 | Irezumi – Die tätowierte Frau          |
| 1983 | Die Ballade von Narayama               |
| 1985 | Seburi monogatari                      |
| 1986 | Tree Without Leaves                    |
| 1986 | Comic Magazine                         |
| 1987 | Zegen                                  |
| 1987 | Hachiko – Eine wunderbare Freundschaft |
| 1989 | Schwarzer Regen                        |

## Bücher
| Jahr | Romanisierter Titel                                            | Originaltitel                                    | Anmerkungen                                                                                     | ISBN          |
| ---- | -------------------------------------------------------------- | ------------------------------------------------ | ----------------------------------------------------------------------------------------------- | ------------- |
| 1969 | Nihon onna chizu: shizen wa nikutai ni donna eikyō o ataeru ka | 日本女地図: 自然は、肉体にどんな影響を与えるのか | Ein Vergleich der Körper von Frauen, insbesondere ihrer Vagina, in verschiedenen Teilen Japans. | 9784041542019 |
| 1980 | Sanmon yakusha anakii den Teil eins bis drei                   | 三文役者あなあきい伝PART1~PART3                  |                                                                                                 | 9784480029379 |